# Usk och Böl
Usk och Böl är en teaterföreställning skriven av Niklas Hellgren och regisserad av Martina Montelius.
Den handlar om hur USK (undersköterska) och BÖL (biträdande överläkare) inte går med på att spela enligt FÖRF:s (författaren) sexistiska manus utan hellre vill idka lesbiskt samlag på skrivbordet. Pjäsens fjärde roll SUFFL (sufflös) kommer senare in och försöker skapa reda i språkbruket.
Föreställningen var en av de föreställningar som ingick i Sveriges Televisions och Dramatens samarbetsprojekt, Puls på Sverige, och sändes i TV den 15 september 2006.
Aftonbladet hyllade den i en recension efter premiären.

## Skådespelare
- Anna-Karin Lindblad
- Sylvia Rauan
- Kalle Westerdahl
- Cecilia Häll